# Trjawna

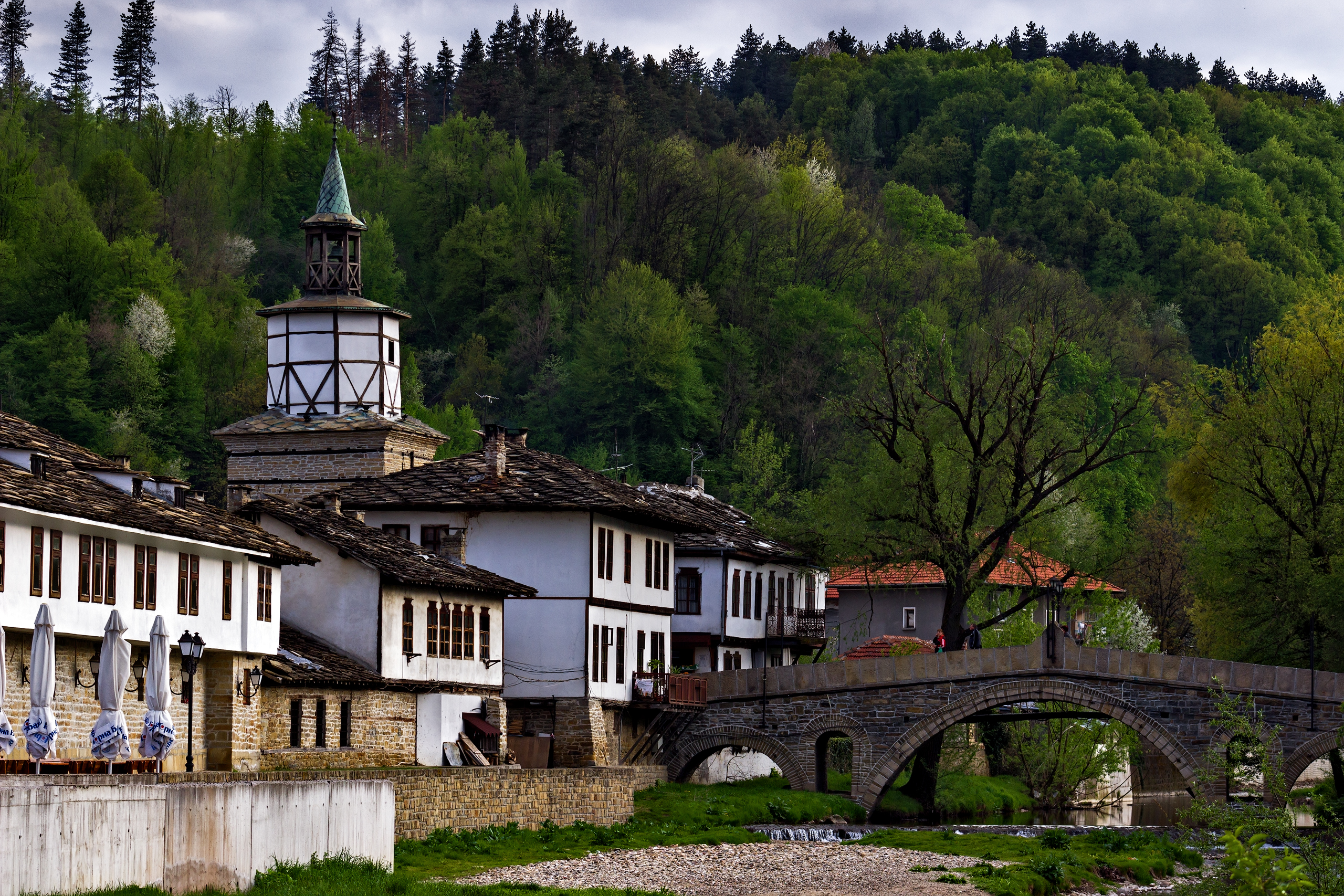
Uhrturm von 1814

Trjawna [ˈtrjavnɐ] (bulgarisch Трявна Tryavna, Triavna, Schreibweise bis 1945 Трѣвна) ist eine bulgarische Kleinstadt mit 7.180 Einwohnern (31. Dezember 2022), in der Nähe von Weliko Tarnowo und Gabrowo gelegen. Trjawna war früher ein Zentrum der Textilindustrie, ist aber heute zunehmend vom Tourismus abhängig. Die Kunstschule von Tjawna ist eine der bekanntesten und ältesten Kunstschulen Bulgariens.

## Lage
Die Stadt Trjawna ist eine der bulgarischen Siedlungen, die den Nationalgeist und die Lebensweise der Bulgaren bewahrt haben. Trjawna liegt an den nördlichen Hängen des Balkangebirges, entlang des Trjawnaer Flusses. Die Stadt ist durch Verkehrs- und Bahnwege gut mit dem ganzen Land verbunden. Trjawna ist 240 km von Sofia und Warna und 210 km von Burgas entfernt. Die Stadt befindet sich auf einer Höhe von 440 m über dem Meeresspiegel.
Das Balkangebirge umgibt die Stadt wie ein Kranz und gibt ihr frische Bergluft, uralte Nadelwälder, grüne Wiesen und klares Wasser. Das Klima dort ist mild und eignet sich für die Heilung und Rehabilitation von Menschen mit Lungen- und Herzkrankheiten.

## Geschichte
Trjawna ist das Zentrum für Sammlungen herausragender Beispiele der Holzschnitzerei, Ikonenmalerei und Architektur. Kulturhistorische Ausgrabungen zeigen, dass die Siedlung schon in der Epoche von Thrakern und Römern existierte, andere historische Quellen belegen, dass die Stadt im 12. Jahrhundert gegründet wurde. Ein weiteres Dokument sieht das Jahr 1565 als Jahr der Stadtgründung. Während der Zeit der osmanischen Herrschaft bewachten die Einwohner der Stadt die Gebirgspässe und sicherten sich so einige Vorrechte (Derwendschi), weshalb die Siedlung eine rein bulgarische Bevölkerung hatte, die Meisterwerke vorwiegend auf dem Gebiet des Bauens, der Holzschnitzerei und Ikonenmalerei schuf.
In der Zeit der Bulgarischen Wiedergeburt bekam die Stadt ihr spezifisches Aussehen, sie harmonierte mit der Natur. In typisch Trjawnaer Häusern hat das Erdgeschoss eine unregelmäßige Form; geeignet für kleine Läden und Werkstätten. Die oberen Stockwerke haben hervorstehende Erker, die von gewölbten Holzbalken gestützt werden. Die Dächer sind mit Platten aus bearbeitetem Stein gedeckt, ein Material, das gut zur Berglandschaft passt. Das alte Stadtviertel von Trjawna ist ein Architekturreservat. Das erhalten gebliebene Ensemble aus dem Uhrturm (1844 gebaut) und der „gebückten“ Brücke auf dem „Kapitan Djado Nikola“-Platz sind Symbole der Stadt. Dazu gehört auch das Gebäude der alten Trjawnaer Schule – eine der ersten öffentlichen Schulen in Bulgarien. Dort befindet sich eine Kollektion aus mittelalterlichen Uhren und eine dauerhafte Ausstellung des weltberühmten Malers Dimitar Kasakow, ein Teil dessen Werke in Paris und Boston ausgestellt werden.
Dort kann man auch das Raikow-Haus besichtigen – das Geburtshaus des ersten bulgarischen Chemikers, Professor Pentscho Nikolow Raikow. Das Haus beherbergt eine ethnografische Ausstellung.
Interessant ist auch das Museumshaus „Petko und Pentscho Slawejkowi“, in dem die Ausstellung der Dichtung der beiden Schöpfer – Vater und Sohn – gewidmet ist. Der Sohn Pentscho Slawejkow war für den Nobelpreis für Poesie nominiert worden.
Das Kalintschew-Haus wurde mit der gestifteten Kunstsammlung der Familie Totju Gabenski in eine Gemäldegalerie umgewandelt. Die Ausstellung im Museum „Angel Kantschew“ zeigt die Geschichte des nationalen Befreiungskampfs und die Tätigkeit von Angel Kantschew, der Kampfgenosse Wasil Lewskis war.
Trjawna ist nicht nur ein bemerkenswertes Zentrum für die Architektur des 18. und 19. Jh., sondern beherbergt auch die älteste Kunstschule aus der Epoche der Wiedergeburt, die hervorragende Vorbilder auf dem Gebiet der Ikonenmalerei und Holzschnitzerei hervorgebracht hat. Die Namen vieler berühmter Baumeister, Maler und Holzschnitzer machten Trjawna noch Ende des 18. Jahrhunderts über die Grenzen Bulgariens in Rumänien, Serbien, der Türkei sowie in Persien berühmt.
Untrennbar mit Trjawna verbunden sind die zwei berühmten geschnitzten Sonnen, die sich im Daskalow-Haus (1808 gebaut), ein Museum der Malerei und Holzschnitzerei, befinden. Die bemerkenswerten Decken sind ein Ergebnis des ersten erklärten Wettbewerbs zwischen den damaligen Holzschnitzermeistern Dimitar Oschaneza und Iwan Botschukoweza. Von Mai bis Oktober arbeiteten diese selbständig in den größten Zimmern des Hauses, ohne das Werk des anderen sehen zu können. Die wunderbaren geschnitzten Decken stellen die feurigen Strahlen der Sonne im Juli dar, die mit Kränzen aus Grünpflanzen und Blumen geschmückt ist.
Die Kirche „Hl. Erzengel Michail“ (1814 gebaut) steht im Zentrum der Stadt. Sie ist ein wertvolles mittelalterliches Kulturdenkmal. Die geschnitzt Ikonostase und der Bischofsthron sind Meisterwerke der Trjawnaer Holzschnitzereischule.
Das Museum „Trjawnaer Schule für Ikonenmalerei“ mit 160 Ikonen alter Meister befindet sich in der „Königskapelle“. Die gesamte Ausstellung wurde auch in Paris ausgestellt. Heute noch führt die Fachschule für angewandte Künste die jahrhundertealte Tradition in diesem Gebiet fort.
Trjawna ist heute eine Touristenstadt, die über moderne Hotels und Restaurants verfügt. 20 km von der Stadt entfernt befindet sich der Kurort Woneschta Woda (deutsch: „stinkendes Wasser“), dessen Mineralquellen rheumatische Krankheiten sowie Herz- und Magenbeschwerden lindern können.
Aus Trjawna stammt die Familie des früheren Premierministers Bulgariens, Stefan Stambolow. Die Stadt ist zudem Namensgeber für den Tryavna Peak auf der Livingston-Insel in der Antarktis.

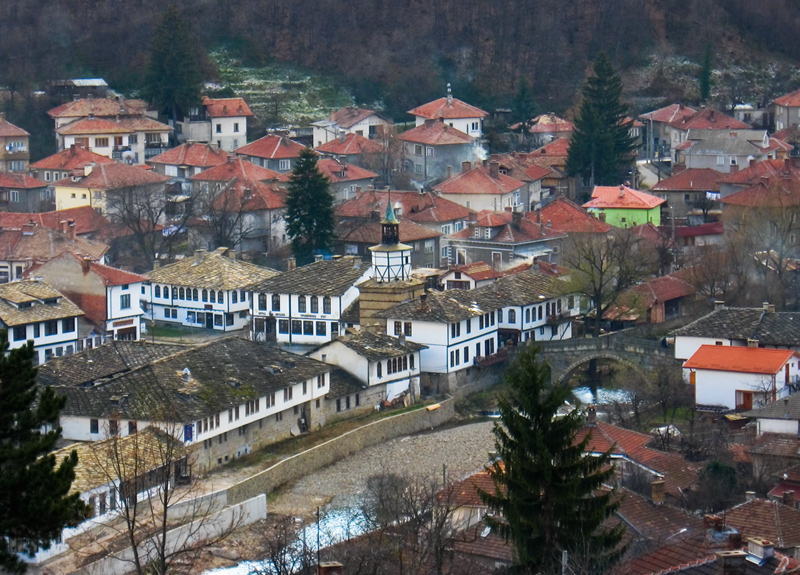
Stadtzentrum 2007
Rathaus
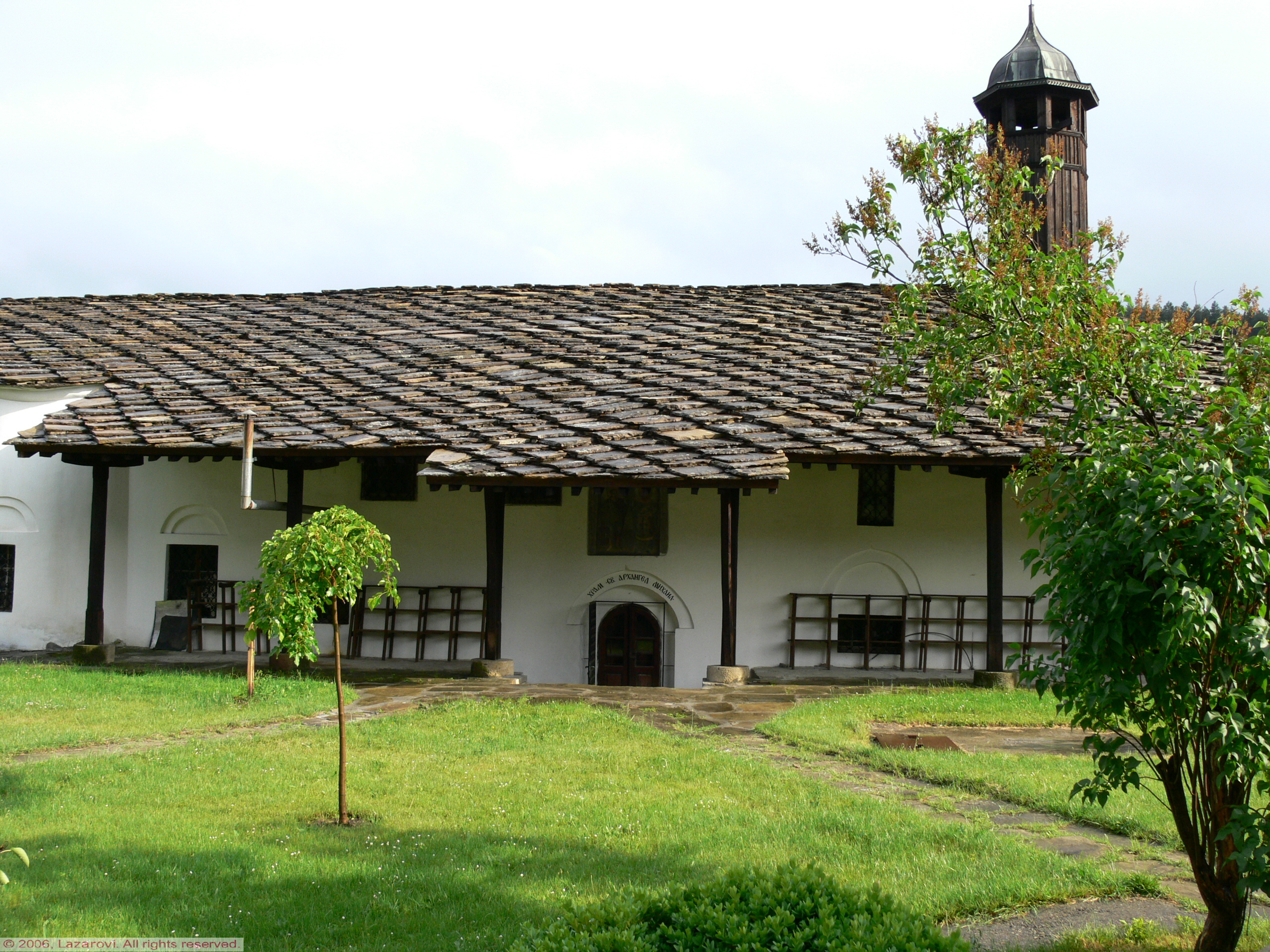
Kirche „St. Erzengel Michail“
Trjawna

## Wappen

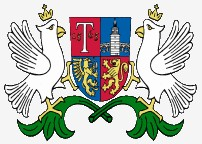
Wappen von Trjawna

Das Wappen von Trjawna existiert in eine kleine und eine größere Version. Die kleine Version stellt ein für die Heraldik typisches, sogenanntes spanischen Wappenschild, das geviert von Blau und Rot wurde. Im ersten Feld oben rechts wurde auf roten Hintergrund der Buchstabe T, der für den Namen der Stadt und seine bulgarische Bedeutung трева (trewa, dt. Gras) steht sowie das Datum der ersten bekannten schriftlichen Erwähnung des Stadtnamens 1565 gezeichnet. Das zweite Feld, oben rechts, zeigt auf blauen Hintergrund die zwei Wahrzeichen von Trjawna – die Steinbrücke und der Uhrturm. Das linke untere Feld zeigt ebenfalls auf blauen Hintergrund ein goldener Greif, der in seine vorderen Pfoten einen Pinsel und eine Sense. Der Greif steht für die Dualität des menschlichen Strebens nach dem Göttlichen, welche in der Form der einzigartigen Kunst der Ikonenmaler und Holzschnitzer des berühmten Trjawna Kunstschule zum Ausdruck kommt. Das vierte Feld zeigt auf rotem Grund einen grassierenden, nach innen blickenden, goldenen Löwen, der den stolzen und wachsamen bulgarischen Geist der Bürger Trjawna symbolisiert.
Das große Wappen beinhaltet im Zentrum das kleine Wappenschild, welches von beiden Seiten von zwei nach innen blickende, weißen Tauben als Schildhalter getragen wird. Die Tauben, welche einerseits das Christentum symbolisieren und andererseits für die Aufklärung während der Bulgarischen Wiedergeburt stehen, stehen auf zwei gekreuzten Akanthuszweigen. Die grüne Zweige stehen für die Reinheit der Natur des Balkangebirges und für den Kurort der Trjawna.

## Persönlichkeiten
- Marijana Kantschewa (* 1958), Richterin am Gericht der Europäischen Union